# Mesaphorura yosii
Mesaphorura yosii is een springstaartensoort uit de familie van de Tullbergiidae. De wetenschappelijke naam van de soort is voor het eerst geldig gepubliceerd in 1967 door Rusek.